# Mikyö Dorje
Karmapa
Chödrak Gyatso Wangchuk Dorje
Mikyö Dorje (tibétain : མི་བསྐྱོད་རྡོ་རྗེ་, Wylie : mi bskyod rdo rje, 7 décembre 1507-19 septembre 1554) fut le 8e Karmapa.

## Biographie
Mikyö Dorje est né le 7 décembre 1507 dans le village de Satam, dans la région de Kartiphuk de Ngomchu dans le Kham (Tibet oriental).
Lors de sa naissance, Mikyö Dorje, aurait prononcé le mot Karmapa. Le fait fut rapporté au 3e Taï Sitou Rinpoché Tashi Paljor qui devait confirmer par la suite que l'enfant était bien la nouvelle incarnation du Karmapa, demandant aux parents de garder le secret pour protéger l'enfant. L'enfant passa les 6 années suivantes au monastère de Karma Gön situé dans le Kham, province de l'est du Tibet. Alors qu'il avait 5 ans, un enfant né dans l'Amdo fut considéré comme autre candidat au titre de Karmapa. Gyaltsab Rinpoché, régent de la lignée des Karmapas résidant au monastère de Tsourphou examina les 2 enfants. On présenta des objets ayant appartenu au précédent Karmapa afin de tester la capacité des enfants à les reconnaître. Mikyö Dorje réussit à distinguer les possessions de son prédécesseur, tandis que l'autre enfant échoua. Le jeune Mikyö Dorje déclara que l'autre enfant était la réincarnation de Surmang Chungtsang du monastère de Surmang dans le Kham.
En 1517, Tashi Paljor (Sangye Nyenpa) pris en charge son éducation et lui transmit les instructions et initiations essentielles durant trois ans.
Il a étudié les grammaires de Kalapa et Candragomi, les métaphores, la composition et les systèmes d'écriture sanskrit et tibétain de Karma Lotsawa Rinchen Tashi.
Au cours de sa vie, le 8e Karmapa eut des visions qui lui auraient indiqué un lien entre ses propres émanations et celles de Padmasambhava, toutes deux liées au Bouddha et destinées à accomplir l'activité éveillée. Une de ses visions lui indiqua qu'il avait été l'équivalent de Padmasambhava pour le Bouddha Dipankara.
Mikyö Dorje fut un maître de méditation, un érudit et auteur prolifique ayant produit plus de 30 ouvrages importants, comprenant des textes importants du Bouddhisme comme La vue du manque de forme libre des autres. Ce texte est considéré comme étant au sommet de l'école de la Voie du milieu (madhyamika) du Bouddhisme Mahayana et comme un antidote à la mauvaise compréhension de la vacuité (Shunyata). Il exposa ses conclusions philosophiques et en débattit avec des érudits d'autres écoles bouddhistes. Il composa aussi une des principales pratiques de l'école Kagyupa connue sous le nom de Gourou-yoga des 4 sessions.
Mikyö Dorje était aussi un artiste qui créa le style de peinture des thangkas Karma Gadri : spacieux, transparent et méditatif.
Le roi de Li Jiang (actuellement appelé Lijiang et précédemment intégré au royaume de Nanzhao dans le Yunnan) ayant entendu parler des enseignements du 8e Karmapa l'invita à visiter son pays. Le troisième jour du quatrième mois de l'année de rat de feu, en 1516, le Karmapa rencontra le roi de Li Jiang qui vint à sa rencontre à la frontière du Tibet.
Il fut aussi invité en Chine à un jeune âge, mais il déclina l'invitation, affirmant que l'Empereur serait mort à son arrivée. Les porteurs de l'invitation constatèrent qu'il était décédé à leur retour en Chine. En 1554, il se rendit dans le sud du Tibet frappée par une épidémie de lèpre. Il fit ériger 5 chörtens noires symbolisant la maladie, et effectua en leur centre un rituel pour libérer la région de la maladie. Atteint lui-même de lèpre, pressentant l'imminence de son propre mort, il confia au Shamarpa une lettre contenant les instructions pour rechercher sa prochaine incarnation. Le 8e Karmapa est mort le 23e jour du 8e mois de l'année de tigre de bois (19 septembre 1554) au monastère de Dagpo Shedrup Ling de Shamarpa dans le Dakpo à l'âge de 46 ans.